# Daubréelith
Daubréelith ist ein selten vorkommendes Mineral aus der Mineralklasse der „Sulfide und Sulfosalze“. Es kristallisiert im kubischen Kristallsystem mit der Endgliedzusammensetzung FeCr2S4 und ist damit chemisch gesehen ein Eisen-Chrom-Sulfid. Strukturell zählt Daubréelith zur Gruppe der Spinelle.
Daubréelith findet sich überwiegend in Form massiger oder schuppiger bis plattiger Mineral-Aggregate, aber auch als einzelne Kristallite (Körner) von etwa 500 µm Größe neben Kamacit und Troilit in Meteoriten. Die Kristallite und Aggregate sind undurchsichtig und von schwarzer Farbe mit metallischem Glanz.

## Etymologie und Geschichte

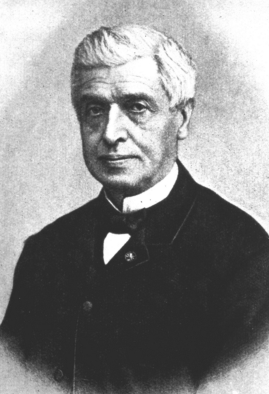
Namensgeber Gabriel Auguste Daubrée

Entdeckt wurde das Mineral in dem Nickel-Eisen-Meteoriten (Hexaedrit) Coahuila, der 1837 im gleichnamigen Bundesstaat in Mexiko entdeckt wurde. Die Erstbeschreibung des Minerals erfolgte 1876 durch J. L. Smith im American Journal of Science, der es nach dem französischen Meteoritenforscher Gabriel Auguste Daubrée (1814–1896) benannte.
Das Typmaterial des Minerals wird im Muséum national d’histoire naturelle (Kürzel MHN bzw. Museum, Paris) in Paris (Frankreich) unter den Katalognummern 76.196, 96.1113 und 94.248 sowie in der Mineralogischen Sammlung der Mines ParisTech (auch Ecole Nationale Supérieure des Mines) unter den Katalognummern 15311 und 24466 aufbewahrt.

## Klassifikation
Die aktuelle Klassifikation der IMA zählt den Daubréelith zur „Spinell-Supergruppe“, wo er zusammen mit Cadmoindit, Cuprorhodsit, Greigit, Indit, Joegoldsteinit, Kalininit, Linneit, Polydymit, Siegenit, Violarit und Xingzhongit die „Linneit-Untergruppe“ innerhalb der „Thiospinelle“ bildet (Stand 2019).
In der veralteten 8. Auflage der Mineralsystematik nach Strunz gehörte der Daubréelith zur Mineralklasse der „Sulfide und Sulfosalze“ und dort zur Abteilung der „Sulfide mit M : S < 1 : 1“, wo er zusammen mit Bornhardtit, Carrollit, Greigit, Indit, Linneit, Polydymit, Siegenit, Trüstedtit, Tyrrellit und Violarit sowie im Anhang Wilkmanit die „Linneit-Reihe“ mit der Systemnummer II/C.01 bildete.
Im zuletzt 2018 überarbeiteten und aktualisierten Lapis-Mineralienverzeichnis nach Stefan Weiß, das sich im Aufbau noch nach dieser alten Form der Systematik von Karl Hugo Strunz richtet, erhielt das Mineral die System- und Mineralnummer II/D.01-100. In der „Lapis-Systematik“ entspricht dies ebenfalls der Abteilung „Sulfide mit Metall : S,Se,Te < 1 : 1“, wo Daubréelith zusammen mit Bornhardtit, Cadmoindit, Carrollit, Cuprokalininit, Fletcherit, Florensovit, Greigit, Indit, Kalininit, Linneit, Polydymit, Siegenit, Trüstedtit, Tyrrellit und Violarit die „Linneitgruppe“ mit der Systemnummer II/D.01 bildet.
Die von der International Mineralogical Association (IMA) zuletzt 2009 aktualisierte 9. Auflage der Strunz’schen Mineralsystematik ordnet den Daubréelith dagegen in die Abteilung der „Metallsulfide mit M : S = 3 : 4 und 2 : 3“ ein. Diese ist weiter unterteilt nach dem genauen Stoffmengenverhältnis, so dass das Mineral entsprechend seiner Zusammensetzung in der Unterabteilung „M : S = 3 : 4“ zu finden ist, wo es zusammen mit Bornhardtit, Cadmoindit, Carrollit, Cuproiridsit, Cuprorhodsit, Ferrorhodsit (diskreditiert, da identisch mit Cuprorhodsit; IMA 2017-H), Fletcherit, Florensovit, Greigit, Indit, Kalininit, Linneit, Malanit, Polydymit, Siegenit, Trüstedtit, Tyrrellit, Violarit und Xingzhongit die „Linneitgruppe“ mit der Systemnummer 2.DA.05 bildet.
Die von der Mineraldatenbank „Mindat.org“ weitergeführte Strunz-Klassifikation, die sich im Aufbau nach der 9. Auflage der Strunz’schen Mineralsystematik richtet, führt in der Gruppe 2.DA.05 auch die nach 2009 neu beschriebenen Spinelle Berndlehmannit, Cuprokalininit, Joegoldsteinit, Nickeltyrrellit und Shiranuiit auf. Die Spinelle Ezochiit und Grimmit werden hier zusammen mit Ferrodimolybdänit (FeMo2S4), Zaykovit (Rh3Se4) und Zolenskyit (FeCr2S4) der allgemeineren Gruppe 2.DA (Metallsulfide mit M:S=3:4) zugewiesen.
In der vorwiegend im englischen Sprachraum gebräuchlichen Systematik der Minerale nach Dana hat Daubréelith die System- und Mineralnummer 02.10.01.11. Auch dies entspricht der Klasse der „Sulfide und Sulfosalze“ und dort der Abteilung der „Sulfidminerale“. Hier ist er ebenfalls Mitglied der „Linneitgruppe (Isometrisch: Fd3m)“ mit der System-Nr. 02.10.01 innerhalb der Unterabteilung „Sulfide – einschließlich Seleniden und Telluriden – mit der Zusammensetzung AmBnXp, mit (m + n) : p = 3 : 4“ zu finden.

## Kristallstruktur
Daubréelith kristallisiert kubisch in der Raumgruppe Fd3m (Raumgruppen-Nr. 227) mit dem Gitterparameter a = 9,97 Å sowie 8 Formeleinheiten pro Elementarzelle.

## Bildung und Fundorte

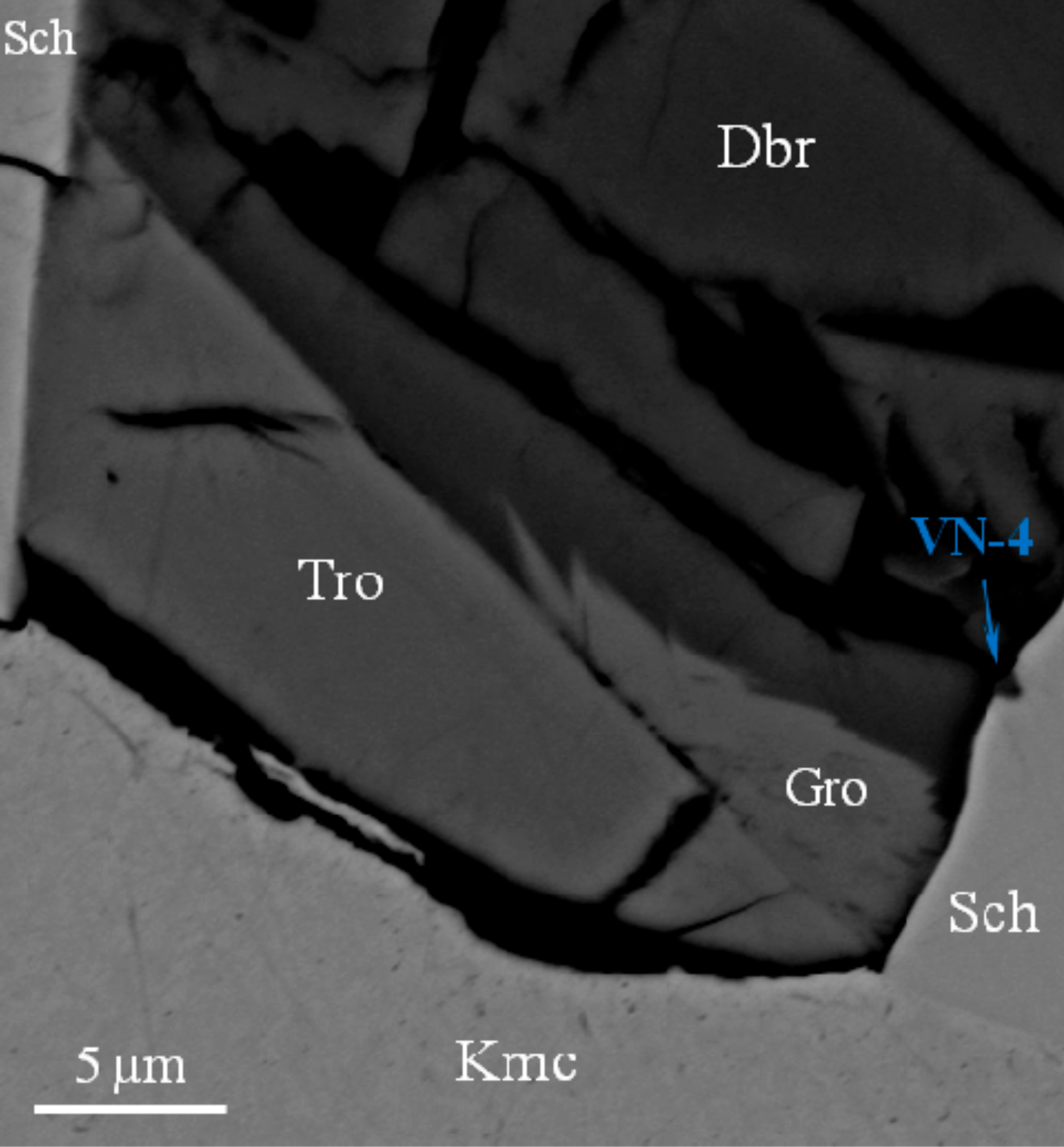
Dünnschliff vom Meteoriten Uakit mit Daubréelith (Dbr), Troilit (Tro), Uakitit (VN-4), Grokhovskyit (Gro), Schreibersit (Sch) und Kamacit (Kmc)

Daubréelith bildet sich in geringen Mengen vorwiegend in Nickel-Eisenmeteoriten, meist zusammen mit den ebenfalls meteoritischen Mineralen Kamacit und Troilit. Weitere Begleitminerale können Alabandin, Enstatit, Graphit, verschiedene Plagioklase und Schreibersit sein.
Als seltene Mineralbildung konnte Daubréelith nur an wenigen Fundorten nachgewiesen werden, wobei weltweit bisher rund 160 Fundorte dokumentiert sind (Stand: 2024).
Bis auf wenige Ausnahmen fand sich das Mineral bisher nur in Meteoriten wie unter anderem ALH 84001 in der Antarktis, Mundrabilla-Meteorit in Australien, Neuschwanstein-Meteorit in Deutschland, Bustee-Meteorit bei Gorakhpur in Indien, Allende-Meteorit in Coahuila (Mexiko), Gibeon-Meteorit und Meteorit Hoba in Namibia, Mayo-Belwa im nigerianischen Bundesstaat Adamawa, Muonionalusta-Meteorit in der schwedischen Gemeinde Pajala sowie in den Canyon-Diablo-Meteoriten und Einschlagkratern von Newporte in North Dakota und Norton County in den USA.
Zu den sehr seltenen rein irdischen Fundorten gehören die „Karee Mine“ bei Rustenburg in der Provinz Nordwest in Südafrika und das Kosva-Massiv nahe Karpinsk in der russischen Oblast Swerdlowsk.
Auf dem Mond konnte es in meteoritischen Gesteinsproben aus der Hadley-Rille im Mare Imbrium nachgewiesen werden, in dessen Nähe die Apollo 15-Mission landete.